# Kopong
Kopong is een dorp in het district Kweneng in Botswana. De plaats telt 9312 inwoners (2011).